# 恒春盲蛇
恒春盲蛇（学名：Argyrophis koshunensis）为盲蛇科盲蛇属的爬行动物，是台灣的特有物种。分布于台灣本島，常栖息于泥土中。该物种的模式产地在恆春。
恆春盲蛇為台灣極為罕見的蛇類紀錄種。該物種於 1916 年由日籍動物學者 大島正滿（M. Oshima） 根據採自恆春城（Koshun）的標本進行描述並命名，種小名取自採集地名稱。之後，日籍學者 高橋精一（S. Takahashi） 亦於鄰近地點採得一個體，並在其 1929 年出版之《日本蛇類大觀》中附有活體彩色插圖與描述。日籍學者 牧茂市郎博士 其後在《日本蛇類圖說》中，根據大島正滿的標本再次記錄該種。然而，原始標本已遺失，且自此之後再無新的採集紀錄，現今對其生態與分布資訊極為有限。
目前已知的三個標本全長介於 27.3–29 公分。體背深褐色，腹面色澤較淡並帶有藍色調。吻端圓鈍，頭頸無明顯區分；眼高度退化，僅形成隱於鱗片下具感光功能的眼點。鼻鱗溝與第二唇鱗相接，鼻鱗與溝之間未完全分隔。尾長極短，約為體寬的一半。繁殖習性尚不明。
該物種曾被誤稱為「高雄盲蛇」，亦有「大盲蛇」之別名。由於標本與紀錄稀少，現今對其生態地位與族群狀況仍缺乏確切資料。

## 保护
本种于2023年被收录入《有重要生态、科学、社会价值的陆生野生动物名录》。